# 福氏假鰓鱂
福氏假鰓鱂，為輻鰭魚綱鯉齒目鰕鱂亞目鰕鱂科的其中一種，為熱帶淡水魚，被IUCN列為易危保育類動物，分布於非洲坦尚尼亞東部Mpiji河與Rufuji河流域，本魚體延長，雄魚體色以淡金屬藍為底，每個魚鱗具紅色邊緣，形成網狀紋，頭部略帶黃色，尾鰭紅色，體長可達5公分，棲息在氾濫平原底中層水域，生活習性不明，可作為觀賞魚。

## 擴展閱讀
維基物種上的相關：福氏假鰓鱂
1. ↑  Nagy, B.; Watters, B. . The IUCN Red List of Threatened Species. 2019, 2019: e.T60348A47184248  [16 November 2021]. doi:10.2305/IUCN.UK.2019-3.RLTS.T60348A47184248.en .